# Bergen (Nederlandene)
 For alternative betydninger, se Bergen (flertydig). (Se også artikler, som begynder med Bergen)
Bergen ( udtale ?; Limburgsk: Baerge) er en kommune og en by, beliggende i den sydlige provins Limburg i Nederlandene. Kommunens størrelse er på 108,48 km², og indbyggertallet er på 13.230 pr. 1. januar 2014. Kommunen grænser op til Gennep, Goch, Weeze, Kevelaer, Venlo, Geldern, Horst aan de Maas og Boxmeer.

## Kernerne
Kommunen Bergen består af følgende landsbyer og distrikter.
- Afferden
- Aijen
- Bergen
- Nieuw Bergen
- Siebengewald
- Well
- Wellerlooi

Ydermere er der små bebyggelser der tilsammen former kommunens område: Beekheuvel, Bergsche Heide, Bleijenbeek, Bosscherheide, Elsteren, Gening, Groote Horst, Hengeland, Heukelom, Kamp, Kleine Horst, Knikkerdorp, Koekoek, Lakei, 't Leuken, Op de Belt, Rimpelt, Smal, Tuindorp, Vrij, Zeelberg

## Local ledelse
Kommunalrådet i Bergen består af 15 sæder, der er fordelt som følger:
| Part              | 1998 | 2002 | 2006 | 2010 |
| CDA               | 6    | 6    | 5    | 5    |
| VVD               | 3    | 2    | 3    | 4    |
| Kern              | -    | -    | -    | 3    |
| PvdA/D66          | 5    | 4    | 6    | 3    |
| Leefbaar Centraal | 1    | 3    | 1    | -    |
| Samlede           | 15   | 15   | 15   | 15   |

## Galleri
- Kirken i Afferden
- Afferden
- Slot i Well
- Sint Antoniuskapel i Aijen
- Tårn i Bergen
- Slot i Afferden
- Mølle i Afferden